# Alexander Gordon, I conde de Huntly
Alexander Seton, I conde de Huntly (m. el 15 de julio de 1470), que adoptó el nombre familiar de Gordon aproximadamente en 1457, fue un poderoso magnate escocés del siglo XV. Fue armado caballero en 1439/1440 y era señor de Badenoch, Gordon, Strathbogie y Cluny.

## Vida
Era hijo de Alexander Seton, Lord Gordon (m. 1440) (segundo hijo de Sir William Seton de Ilk), y Elizabeth Gordon (m. 16 de marzo de 1439), hija y heredera de Sir Adam Gordon de Ilk. En 1435 acompañó a la princesa Margarita a Francia para casarse con el noveno Delfín de Francia. En una carta datada el 23 de febrero de 1439–40,  se le llama Sir Alexander Seton de Tullibody, heredero de Elizabeth Gordon. La carta confirmaba un anterior intercambio de tierras entre Sir William Keith y Margaret Fraser (abuelos maternos suyos) y William Lindsay, Señor de Byres.
Sucedió a su padre como Lord Gordon antes de abril de 1441. Alexander entregó sus tierras al rey el 3 de abril de 1441 y a cambio recibió una concesión para él y su esposa Elizabeth de los señoríos de Gordon, condado Berwick; Strathbogie, Aboyne, Glentanner y Glenmuick, en Aberdeenshire; y Panbride en condado Forfar; para ser disfrutado de forma vitalicia por él  y por su hijo George Gordon en arrendamiento así como  por sus herederos varones legítimos.
En 1449, Alexander fue elevado a nobleza y creado primer Conde de Huntly por Jacobo II de Escocia, en algún momento antes del 3 julio de aquel año cuando atestigua una carta a James Hamilton, Lord Hamilton bajo ese título. Más tarde ese mismo año estaba presente en las puertas de la abadía de Arbroath cuando el Ogilvies y Lindsays se disputaban el cargo de justiciary de aquella abadía; los Ogilvies perdieron y el conde Alexander, que los apoyaba, tuvo que huir.

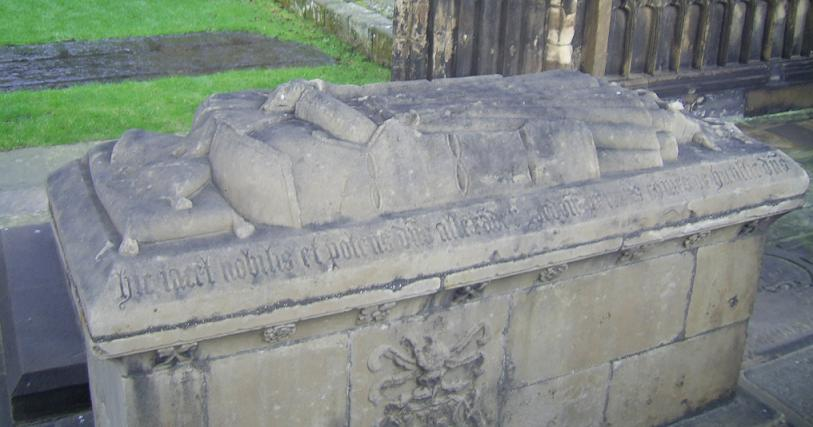
Tumba de Alexander Gordon, en la catedral de Elgin.

Se vio envuelto en las luchas contra los Douglas, contra los Señores de las Islas, y contra los Lindsay, condes de Crawford, alineados estrechamente con el canciller William Crichton. El 28 de abril de 1451 recibió concesión real del señorío de Badenoch y del castillo de Ruthven. Gordon luchó en el bando del Rey contra los Douglas durante la rebelión de Douglas y derrotó contundentemente a los Crawfords en la Batalla de Brechin el 18 de mayo de 1452.
Huntly Adoptó el nombre familiar de Gordon aproximadamente en 1457. Murió el 15 de julio de 1470 en el castillo de Huntly y fue enterrado en la catedral de Elgin.

## Familia
Alexander Gordon se casó en torno al 8 de enero de 1426 con Egidia Hay, hija y heredera de John Hay de Tullibody. Juntos tuvieron un hijo:
- Alexander Seton, antepasado de los Setons de Touch, y Abercorn; heredó las tierras de su madre.[12]

Obtuvo la anulación del matrimonio en 1438 para casarse con Elizabeth Crichton, hija de William Crichton, el Canciller de Escocia. Alexander y Elizabeth tuvieron los hijos siguientes:
- George Gordon, II conde de Huntly, heredó el título y las propiedades de su padre.[13]
- Sir Alexander Gordon de Midmar, más tarde de Abergeldie, esposo de Beatrix Hay, hija de William Hay, I conde de Erroll.
- Adam Gordon, decano de Caithness.
- William Gordon.
- Margaret Gordon.
- Elizabeth Gordon (m. 17 Apr 1500), esposa de Nicholas Hay, Conde de Erroll, y, a su muerte, con John Kennedy, Lord Kennedy.
- Christian Gordon, esposa de William Forbes, Lord Forbes.
- Lady Catherine Gordon.[14]

Alexander Gordon tuvo dos niños más con una hija de Cumming de Altyre, identificada por su apodo «la bella doncella de Moray», pero no hay prueba de matrimonio. Eran:
- Janet (m. 1470–73), casada con James Innes de Innes.[14]
- Margaret (m. 1506), casada en 1484 con Hew Rose, VI señor de Kilravock.